# 竹内健郎
竹内 健郎（たけうち たけろう、1888年（明治21年）7月9日 - 没年不詳）は、朝鮮総督府官僚。

## 経歴
宮城県仙台市出身。1914年（大正3年）、東京帝国大学法科大学法律科を卒業し、翌年に高等文官試験に合格。宮城県警部、京都府警視・中立売警察署長、警視庁警視・深川警察署（のち西平野警察署）長、同監察官を務めた。1918年（大正7年）、朝鮮総督府に移り、黄海道警察部長、平安北道警察部長、朝鮮総督府山林部林務課長、慶尚南道内務部長、京畿道内務部長、同警察部長、咸鏡北道知事を歴任した。
1936年（昭和11年）に退官した後は、富寧水力電気株式会社社長、朝鮮水産開発株式会社社長、朝鮮造船鉄工所株式会社社長を務めた。
戦後、宮城県監査委員となった。